# Jean Jules
Jean Jules Sepp Mvondo, noto semplicemente come Jean Jules (Yaoundé, 23 aprile 1998), è un calciatore camerunese, centrocampista dell'Arīs Salonicco.

## Carriera
Nato a Yaoundé, si forma calcisticamente in Senegal nell'Aspire Academy. Nel 2016 entra a far parte del settore giovanile del Rayo Vallecano. Il 27 novembre dello stesso anno ha esordito con la squadra riserve, subentrando nel secondo tempo dell'incontro di Tercera División pareggiato per 1-1 contro il Villanueva del Pardillo.
Il 19 novembre 2017 realizza la sua prima rete con la squadra riserve, nell'incontro perso per 3-4 contro il Móstoles URJC. Il 9 luglio seguente, viene acquistato dall'Albacete, che lo aggrega alla propria seconda squadra.
Ha esordito in prima squadra il 17 agosto 2018, subentrando a Eugeni nell'incontro casalingo di Segunda División pareggiato per 1-1 contro il Deportivo La Coruña. Il 15 gennaio successivo, ha prolungato il suo contratto fino al 2021 ed è stato ceduto in prestito all'UCAM Murcia in Segunda División B.
Il 12 luglio 2019 viene ceduto in prestito al neoretrocesso Rayo Majadahonda.
Il 1º settembre 2021 passa in prestito ai polacchi del Górnik Zabrze. Il 23 giugno 2022 viene acquistato a titolo definitivo dal club polacco.

## Statistiche

### Presenze e reti nei club
Statistiche aggiornate al 1º ottobre 2022.
| Stagione                | Squadra                 | Campionato              | Campionato | Campionato | Coppe nazionali | Coppe nazionali | Coppe nazionali | Coppe continentali | Coppe continentali | Coppe continentali | Altre coppe | Altre coppe | Altre coppe | Totale | Totale |
| Stagione                | Squadra                 | Comp                    | Pres       | Reti       | Comp            | Pres            | Reti            | Comp               | Pres               | Reti               | Comp        | Pres        | Reti        | Pres   | Reti   |
| ----------------------- | ----------------------- | ----------------------- | ---------- | ---------- | --------------- | --------------- | --------------- | ------------------ | ------------------ | ------------------ | ----------- | ----------- | ----------- | ------ | ------ |
| 2016-2017               | Rayo Vallecano B        | TD                      | 6          | 0          |                 | -               | -               |                    | -                  | -                  |             | -           | -           | 6      | 0      |
| 2017-2018               | Rayo Vallecano B        | TD                      | 22         | 1          |                 | -               | -               |                    | -                  | -                  |             | -           | -           | 22     | 1      |
| Totale Rayo Vallecano B | Totale Rayo Vallecano B | Totale Rayo Vallecano B | 28         | 1          |                 | -               | -               |                    | -                  | -                  |             | -           | -           | 28     | 1      |
| 2018-gen. 2019          | Albacete                | SD                      | 2          | 0          | CR              | 1               | 0               |                    | -                  | -                  |             | -           | -           | 3      | 0      |
| gen.-giu. 2019          | UCAM Murcia             | SDB                     | 9          | 0          | CR              | -               | -               |                    | -                  | -                  |             | -           | -           | 9      | 0      |
| 2019-2020               | Rayo Majadahonda        | SDB                     | 25         | 0          | CR              | 2               | 0               |                    | -                  | -                  |             | -           | -           | 27     | 0      |
| 2020-2021               | Albacete                | SD                      | 28         | 1          | CR              | 0               | 0               |                    | -                  | -                  |             | -           | -           | 28     | 1      |
| ago. 2021               | Albacete                | PDR                     | 1          | 0          | CR              | -               | -               |                    | -                  | -                  |             | -           | -           | 1      | 0      |
| Totale Albacete         | Totale Albacete         | Totale Albacete         | 31         | 1          |                 | 1               | 0               |                    | -                  | -                  |             | -           | -           | 32     | 1      |
| 2021-2022               | Górnik Zabrze           | EK                      | 16         | 0          | CP              | 4               | 0               |                    | -                  | -                  |             | -           | -           | 20     | 0      |
| 2022-2023               | Górnik Zabrze           | EK                      | 9          | 0          | CP              | 1               | 0               |                    | -                  | -                  |             | -           | -           | 10     | 0      |
| Totale carriera         | Totale carriera         | Totale carriera         | 118        | 2          |                 | 8               | 0               |                    | -                  | -                  |             | -           | -           | 126    | 2      |